# Oligia exhausta
Oligia exhausta là một loài bướm đêm trong họ Noctuidae.